# Fryderyk za album roku muzyka kameralna
Fryderyk za album roku muzyka kameralna – polska nagroda muzyczna Fryderyk, przyznawana corocznie w latach 1996–2021 w sekcji muzyki poważnej w kategorii album roku muzyka kameralna. Honorowała wykonawców za album muzyki kameralnej (od 2 do 11 równorzędnych wykonawców). Fryderyki są przyznawane od 1995 przez Związek Producentów Audio-Video (ZPAV) za osiągnięcia w rodzimym przemyśle muzycznym. Od 2000 za wyłanianie nominowanych, a następnie laureatów odpowiedzialna jest powołana przez ZPAV Akademia Fonograficzna.
Kategoria została wprowadzona podczas drugiej edycji, Fryderyków 1995. Nazywała się:
- album roku muzyka kameralna w edycjach 1995 i od 2001 do 2021,
- płyta roku muzyka kameralna w edycji 1996,
- muzyka kameralna w edycjach od 1997 do 2000.

W edycji 2022 została wycofana i zastąpiona przez dwie nowe kategorie: album roku muzyka kameralna – duety i album roku muzyka kameralna – większe składy. W edycji 2024 została dodatkowo utworzona kategoria album roku muzyka kameralna – wokalna.
Najwięcej nominacji w kategorii (po 13) otrzymali Kwartet Śląski i Szymon Krzeszowiec. Najwięcej nagród (po 3) zdobyli Kwartet Śląski i Waldemar Malicki. Po 2 nagrody wygrali Anna Mikołajczyk-Niewiedział, Bartłomiej Nizioł, Ewa Guz-Seroka, Kwartet Prima Vista, Piotr Pławner, Robert Gierlach, Royal String Quartet, Tomasz Strahl i Urszula Kryger.

## Laureaci i nominowani
Kolor złoty oznacza nagrodzony album i laureatów.
| Rok  | Album | Nominowani | Źr.    |
| ---- | --- | --- | ------ |
| 1995 | Kwartety smyczkowe | Henryk Mikołaj Górecki | [ 6 ]  |
| 1995 | Baroque Music in Poland | Concerto Polacco (kierownictwo: Marek Toporowski) | [ 6 ]  |
| 1995 | Franz Schubert, Śmierć i dziewczyna                                                                                                 | Kwartet Camerata | [ 6 ]  |
| 1995 | Mikołaj z Radomia – dzieła wszystkie                                                                                                | Jacek Urbaniak i Ars Nova | [ 6 ]  |
| 1995 | Muzyka na Wawelu | Ars Nova | [ 6 ]  |
| 1996 | Wieniawski | Bartłomiej Nizioł i Waldemar Malicki | [ 7 ]  |
| 1996 | Arie i duety operowe Mozarta | Dariusz Paradowski i Warszawska Opera Kameralna | [ 7 ]  |
| 1996 | Chopin – utwory wiolonczelowe | Stanisław Firlej i Anna Wesołowska | [ 7 ]  |
| 1996 | Dworzak – Kwintet smyczkowy, Schubert – Kwintet „Pstrąg”                                                                            | Konstanty Andrzej Kulka, Waldemar Malicki, Stefan Kamasa, Kazimierz Koślacz i Andrzej Kaczanowski | [ 7 ]  |
| 1996 | Romanse Sefardyjskie / Al Amor | — | [ 7 ]  |
| 1997 | Kwartety smyczkowe | Kwartet Śląski | [ 8 ]  |
| 1997 | Bedřich Smetana, Antonín Dvořák | — | [ 8 ]  |
| 1997 | Jakowicz i Malicki grają Kreislera i Gershwina                                                                                      | Krzysztof Jakowicz i Waldemar Malicki | [ 8 ]  |
| 1997 | Koncerty wiolonczelowe | Concerto Avenna | [ 8 ]  |
| 1997 | Szymanowski – Utwory na skrzypce i fortepian                                                                                        | — | [ 8 ]  |
| 1998 | Antonio Vivaldi – „Złote” cztery pory roku                                                                                          | — | [ 9 ]  |
| 1998 | Brahms, Zarębski Piano Quintets | — | [ 9 ]  |
| 1998 | Chopin – Utwory w opracowaniach kameralnych                                                                                         | — | [ 9 ]  |
| 1998 | Johann Christian Bach – Cello concertos                                                                                             | — | [ 9 ]  |
| 1998 | Miniatury | — | [ 9 ]  |
| 1999 | The Best of Fryderyk Chopin | Piotr Paleczny – fortepian, Kwartet Prima Vista | [ 10 ] |
| 1999 | Dolce farniente… czyli słodkie lenistwo (muzyczne trzy po trzy)                                                                     | Kwartet Prima Vista | [ 10 ] |
| 1999 | Miniatury XX w. | Kwartet Śląski | [ 10 ] |
| 1999 | Muzyka Polska – Karol Lipiński | Konstanty Andrzej Kulka – skrzypce, Zespół Kameralny Andrzeja Wróbla | [ 10 ] |
| 1999 | Słowiańskie kwartety | Kwartet Filharmoników Berlińskich | [ 10 ] |
| 2000 | Jan Sebastian Bach – koncerty fortepianowe                                                                                          | Waldemar Malicki – fortepian, Tamara Granat – fortepian, Kwartet Prima Vista i Jurek Dybał (kontrabas) | [ 11 ] |
| 2000 | Duo Guitarinet | Jan Jakub Bokun – klarnet, Krzysztof Pełech – gitara | [ 11 ] |
| 2000 | Haydn – Siedem Ostatnich Słów Chrystusa na Krzyżu                                                                                   | Krzysztof Kolberger – recytacja, Kwartet Prima Vista | [ 11 ] |
| 2000 | Magia Fugi | Kwartet Śląski | [ 11 ] |
| 2000 | Micro Piezas | Michał Nagy – gitara, Marcin Siatkowski – gitara | [ 11 ] |
| 2000 | Vivaldi – 6 koncertów fagotowych | Andrzej Budejko – fagot, „Amadeus” Chamber Orchestra; dyrygent: Agnieszka Duczmal | [ 11 ] |
| 2001 | Chopin, Debussy – Piano Trios | European Fine Arts Trio (Tomasz Tomaszewski – skrzypce, Pi-Chin Chien – wiolonczela, François Killian – fortepian) | [ 12 ] |
| 2001 | Ignacy Feliks Dobrzyński – Sextet, Józef Elsner – Septet                                                                            | Konstanty Andrzej Kulka – skrzypce, Magdalena Adamek – fortepian, Camerata Vistula | [ 12 ] |
| 2001 | Ignacy Feliks Dobrzyński – String Quintets in F major and A minor                                                                   | Tomasz Strahl – wiolonczela, Kwartet Smyczkowy Wilanów | [ 12 ] |
| 2001 | Klasyka i współczesność | Kwartet Śląski | [ 12 ] |
| 2001 | Olivier Messiaen – Kwartet na koniec czasu                                                                                          | Marek Moś – skrzypce, Håkan Rosengren – klarnet, Andrzej Bauer – wiolonczela, Janusz Olejniczak – fortepian | [ 12 ] |
| 2002 | Ignacy Jan Paderewski – Utwory na skrzypce i fortepian                                                                              | Konstanty Andrzej Kulka – skrzypce, Waldemar Malicki – fortepian | [ 13 ] |
| 2002 | Brahms, Schumann – Utwory na wiolonczelę i fortepian                                                                                | Dominik Połoński – wiolonczela, Kinga Firlej – fortepian | [ 13 ] |
| 2002 | Haydn, Mozart, Beethoven – Royal String Quartet                                                                                     | Royal String Quartet (Izabella Szałaj – I skrzypce, Elwira Przybyłowska – II skrzypce, Marek Czech – altówka, Michał Pepol – wiolonczela) | [ 13 ] |
| 2002 | Johannes Brahms – Violin Sonatas / Sonaty na fortepian i skrzypce                                                                   | Szymon Krzeszowiec – skrzypce, Wojciech Świtała – fortepian | [ 13 ] |
| 2002 | Szymanowski – String Quartets | Camerata Quartet (Włodzimierz Promiński – I skrzypce, Andrzej Kordykiewicz – II skrzypce, Piotr Reichert – altówka, Roman Hoffmann – wiolonczela) | [ 13 ] |
| 2003 | Astor Piazzolla – Tango | Klaudiusz Baran – akordeon, Michał Nagy – gitara, Tomasz Strahl – wiolonczela, Royal String Quartet; dyrygent/kierownik artystyczny: Klaudiusz Baran | [ 14 ] |
| 2003 | Mozart, Brahms – Clarinet Quintets                                                                                                  | Woytek Mrozek – klarnet, Camerata Quartet (Włodzimierz Promiński – I skrzypce, Andrzej Kordykiewicz – II skrzypce, Piotr Reichert – altówka, Roman Hoffmann – wiolonczela) | [ 14 ] |
| 2003 | Siesta | Alina Mleczko – saksofon, Paweł Pańta – kontrabas, Kwartet Prima Vista (Krzysztof Bzówka – I skrzypce, Józef Kolinek – II skrzypce, Dariusz Kisieliński – altówka, Jerzy Muranty – wiolonczela) | [ 14 ] |
| 2003 | Tańce… i po tańcach | Kwartet Śląski (Szymon Krzeszowiec – skrzypce, Arkadiusz Kubica – skrzypce, Łukasz Syrnicki – altówka, Piotr Janosik – wiolonczela) | [ 14 ] |
| 2003 | Tria fortepianowe | Kaja Danczowska – skrzypce, Dorota Imiełowska – wiolonczela, Mariola Cieniawa – fortepian | [ 14 ] |
| 2004 | Chausson | Bruno Canino, Piotr Pławner, Kwartet Śląski (Szymon Krzeszowiec, Arkadiusz Kubica, Łukasz Syrnicki, Piotr Janosik) | [ 15 ] |
| 2004 | Classical – Warszawski Kwintet Akordeonowy                                                                                          | Warszawski Kwintet Akordeonowy (Maciej Kandefer, Magdalena Igras, Jarosław Kulera, Mirosław Mozol, Tomasz Holizna); dyrygent/kierownik artystyczny: Włodzimierz Lech Puchnowski | [ 15 ] |
| 2004 | Piazzolla – Live at Buffo | Tangata Quintet (Klaudiusz Baran, Grzegorz Lalek, Piotr Malicki, Sebastian Wypych, Hadrian Tabęcki) | [ 15 ] |
| 2005 | Bacewicz: Utwory na skrzypce i fortepian                                                                                            | Bartłomiej Nizioł – skrzypce, Paweł Mazurkiewicz – fortepian | [ 16 ] |
| 2005 | Areński Dvořák: Piano Trios | Trio Cracovia (Krzysztof Śmietana – skrzypce, Julian Tryczyński – wiolonczela, Jerzy Tosik-Warszawiak – fortepian) | [ 16 ] |
| 2005 | Fiesta | Alina Mleczko – saksofon sopranowy, saksofon altowy, Sebastian Wypych – kontrabas, Miłosz Pękala – perkusja, Piotr Filipowicz – kontrabas, Kwartet Prima Vista | [ 16 ] |
| 2005 | Republique | Kwartet Śląski | [ 16 ] |
| 2005 | Tango moja miłość | Krzysztof Jakowicz, Tangata Quintet (Klaudiusz Baran, Grzegorz Lalek, Piotr Malicki, Sebastian Wypych, Hadrian Filip Tabęcki) | [ 16 ] |
| 2006 | Astor Piazzolla: Piazzoforte, Kevin Kenner                                                                                          | Piazzoforte (Kevin Kenner – fortepian, Paweł Wajrak – skrzypce, Maciej Lulek – skrzypce, Ryszard Sneka – altówka, Konrad Górka – wiolonczela, Grzegorz Frankowski – kontrabas); dyrygent/kierownik artystyczny: Grzegorz Frankowski | [ 17 ] |
| 2006 | Henryk Wieniawski; Józef Wieniawski: Violin And Piano Works                                                                         | Patrycja Piekutowska – skrzypce, Edward Wolanin – fortepian | [ 17 ] |
| 2006 | Juliusz Zarębski & Grażyna Bacewicz                                                                                                 | Kwintet Warszawski (Konstanty Andrzej Kulka – I skrzypce, Krzysztof Bąkowski – II skrzypce, Stefan Kamasa – altówka, Rafał Kwiatkowski – wiolonczela, Krzysztof Jabłoński – fortepian) | [ 17 ] |
| 2006 | Polska muzyka kameralna | Royal String Quartet | [ 17 ] |
| 2006 | The Best of Zarębski (Kwintet fortepianowy op.34, „Róże i ciernie” op.13, „Grande Polonaise” op.6)                                  | Wojciech Świtała – fortepian, Royal String Quartet | [ 17 ] |
| 2008 | Lutosławski – Piano Duo | Emilia Sitarz, Bartłomiej Wąsik – fortepian | [ 18 ] |
| 2008 | Maciejewski, Roman – Kompozytor i pianista                                                                                          | Roman Maciejewski – fortepian, Jerzy Lefeld – fortepian | [ 18 ] |
| 2008 | Zarębski, Błażewicz – Polskie kwintety fortepianowe                                                                                 | Agnieszka Urbańczyk, Magdalena Dąbek-Kaniuga, Marzena Hodyr, Monika Cekała, Krzysztof Stanienda, Chopin Quintet; dyrygent/kierownik artystyczny: Krzysztof Stanienda | [ 18 ] |
| 2009 | Karol Szymanowski: Utwory na skrzypce i fortepian: Piotr Pławner, Wojciech Świtała                                                  | Piotr Pławner – skrzypce, Wojciech Świtała – fortepian | [ 19 ] |
| 2009 | Apolinary Szeluto – Camerata Vistula                                                                                                | Konstanty Andrzej Kulka – skrzypce, Andrzej Wróbel – wiolonczela, Andrzej Tatarski – fortepian, Camerata Vistula | [ 19 ] |
| 2009 | Arcydzieła Polskiej Muzyki Kameralnej 3 SACD&CD: Chopin: Trio op. 8, Polonaise Brillante op. 3 Grand Duo Concertante, Sonata op. 65 | Konstanty Andrzej Kulka – skrzypce, Krzysztof Jabłoński – fortepian, Tomasz Strahl – wiolonczela | [ 19 ] |
| 2009 | Karol Szymanowski: Utwory na skrzypce i fortepian: Kaja Danczowska, Justyna Danczowska                                              | Kaja Danczowska, Justyna Danczowska | [ 19 ] |
| 2009 | Witold Lutosławski: Opera Omnia. Muzyka Kameralna                                                                                   | Krzysztof Jakowicz – skrzypce, Andrzej Bauer – wiolonczela, Jakub Jakowicz – skrzypce, Radosław Pujanek – skrzypce, Marcin Markowicz – skrzypce, Artur Rozmysłowicz – altówka, Maciej Młodawski – wiolonczela, Bartosz Bednarczyk – fortepian, Elżbieta Zawadzka – fortepian, Jan Krzysztof Broja – fortepian, Lutosławski Quartet Wrocław; dyrygent/kierownik artystyczny: Marcin Markowicz | [ 19 ] |
| 2010 | Szymanowski – Różycki String Quartets                                                                                               | Royal String Quartet | [ 20 ] |
| 2010 | Andrzej Krzanowski in Memoriam | Agata Zubel – sopran, Kwartet Śląski | [ 20 ] |
| 2010 | Grażyna Bacewicz: Utwory na Orkiestrę Kameralną vol. I                                                                              | Bartłomiej Kominek – fortepian, Radomska Orkiestra Kameralna; dyrygent/kierownik artystyczny: Maciej Żółtowski | [ 20 ] |
| 2010 | Magia Del Tango | Marcin Wyrostek – akordeon, Tango Corazon Quintet; dyrygent/kierownik artystyczny: Marcin Wyrostek | [ 20 ] |
| 2010 | Ravel-Schubert | Katarzyna Popowa-Zydroń – fortepian, Leszek Sokołowski – kontrabas, Kwartet Camerata | [ 20 ] |
| 2011 | Karol Szymanowski – Complete Violin-Piano Works. Sławomir Tomasik, Robert Morawski                                                  | Sławomir Tomasik, Robert Morawski; kierownik artystyczny: Sławomir Tomasik | [ 21 ] |
| 2011 | Aqua e Vinho | Łukasz Kuropaczewski, Agata Szymczewska, Anna Maria Staśkiewicz, Katarzyna Budnik-Gałązka, Marcin Zdunik | [ 21 ] |
| 2011 | Bohuslav Martinů – Utwory kameralne                                                                                                 | Agata Igras-Sawicka, Bartłomiej Nizioł, Marcin Zdunik, Mariusz Rutkowski | [ 21 ] |
| 2011 | Fryderyk Chopin – The Complete Chamber Works                                                                                        | Bartłomiej Nizioł, Jan Kalinowski, Marek Szlezer | [ 21 ] |
| 2011 | Obrazki z wystawy | Bałtycki Kwintet Dęty; kierownik artystyczny: Karol Respondek | [ 21 ] |
| 2012 | Władysław Żeleński – Pieśni | Urszula Kryger i Warszawscy Soliści Concerto Avenna (dyrekcja: Andrzej Mysiński) | [ 22 ] |
| 2012 | Dobrzyński, Kilar, Lessel | Silesian Trio (Roman Widaszek, Tadeusz Tomaszewski, Joanna Domańska) | [ 22 ] |
| 2012 | Karol Szymanowski – Violin Works I                                                                                                  | Aleksandra Szwejkowska-Belica i Cezary Sanecki | [ 22 ] |
| 2012 | Knapik, Krzanowski, Lasoń – Pokolenie Stalowowolskie                                                                                | Kwartet Śląski | [ 22 ] |
| 2012 | Żeleński, Noskowski – Polish Violin Sonatas                                                                                         | Włodzimierz Promiński i Katarzyna Makal-Żmuda | [ 22 ] |
| 2013 | Bacewicz, Zarębski, Lasoń – Polish Piano Quintets                                                                                   | Lasoń Ensemble | [ 24 ] |
| 2013 | Chopin, Zarębski | Daniel Stabrawa, Maria Stabrawa, Ewa Szczepańska-Chwast, Krzysztof Sadłowski, Piotr Kosiński; dyrygent/kierownik artystyczny: Daniel Stabrawa | [ 24 ] |
| 2013 | Franz Schubert – Piękna młynarka op. 25, D. 795                                                                                     | Karol Kozłowski, Jolanta Pawlik | [ 24 ] |
| 2013 | Karol Lipiński – Works for Violin & Piano                                                                                           | Bartłomiej Nizioł, Paweł Andrzej Mazurkiewicz | [ 24 ] |
| 2013 | Shostakovich, Szymanowski, Stravinsky – Pieśni / Songs                                                                              | Jadwiga Rappé, Maja Nosowska, Waldemar Malicki, Mariusz Rutkowski | [ 24 ] |
| 2014 | Saxophone Varie | Paweł Gusnar – saksofony, Julia Samojło – fortepian, Zuzanna Elster – harfa, Alina Ratkowska – klawesyn, Jan Bokszczanin – organy | [ 25 ] |
| 2014 | el Derwid – Plamy na słońcu | Agata Zubel – sopran, Andrzej Bauer – wiolonczela, Cezary Duchnowski – fortepian/elektronika | [ 25 ] |
| 2014 | Lutosławski, Szymanowski, Ravel, Ysaye – Aurora                                                                                     | Janusz Wawrowski – skrzypce, José Gallardo – fortepian | [ 25 ] |
| 2014 | Lutosławski Tuwim. Piosenki nie tylko dla dzieci                                                                                    | Dorota Miśkiewicz i Kwadrofonik | [ 25 ] |
| 2014 | Mieczysław Weinberg – Works for Violin and Piano                                                                                    | Ewelina Nowicka – skrzypce, Milena Antoniewicz – fortepian | [ 25 ] |
| 2015 | Paweł Łukaszewski: Musica Sacra 5                                                                                                   | Baltic Neopolis Orchestra, Cantatrix, Chór Katedry Warszawsko-Praskiej Musica Sacra, Morpheus Saxophone Ensemble, proMODERN | [ 26 ] |
| 2015 | Duety niemieckie (Mendelssohn-Bartholdy, Brahms, Schumann)                                                                          | Urszula Kryger – mezzosopran, Jadwiga Rappé – alt | [ 26 ] |
| 2015 | Ewa Podleś & Garrick Ohlsson: DVD (Live at Fryderyk Chopin University)                                                              | Ewa Podleś – alt, Garrick Ohlsson – fortepian | [ 26 ] |
| 2015 | Krzysztof Penderecki: Utwory kameralne                                                                                              | Maria Machowska – skrzypce, Artur Rozmysłowicz – altówka, Jan Kalinowski – wiolonczela, Roman Widaszek – klarnet, Tadeusz Tomaszewski – waltornia, Marek Szlezer – fortepian | [ 26 ] |
| 2015 | Lutosławski, Mykietyn: String Quartets                                                                                              | Lutosławski Quartet (Jakub Jakowicz, Marcin Markowicz, Artur Rozmysłowicz i Maciej Młodawski) | [ 26 ] |
| 2016 | A Polish Kaleidoscope (Dobrzyński, Moszkowski, Zarębski, Palester)                                                                  | Ravel Piano Duo (Agnieszka Kozło i Katarzyna Ewa Sokołowska) | [ 27 ] |
| 2016 | Baryton | Jerzy Artysz | [ 27 ] |
| 2016 | Chopin Chamber Works | Agnieszka Przemyk-Bryła, Tomasz Strahl, Konstanty Andrzej Kulka | [ 27 ] |
| 2016 | Dream Lake (Witold Lutosławski, Andrzej Czajkowski)                                                                                 | Agata Zubel (sopran), Joonas Ahonen (fortepian) | [ 27 ] |
| 2016 | Szymanowski & Debussy | Meccore String Quartet (Wojciech Koprowski, Jarosław Nadrzycki, Michał Bryła, Karol Marianowski) | [ 27 ] |
| 2017 | Paweł Łukaszewski – Musica Profana 1                                                                                                | Ewa Guz-Seroka, Anna Mikołajczyk-Niewiedział, Anna Lubańska, Robert Gierlach, Kamila Wąsik-Janiak, Piotr Hausenplas, Romuald Gołębiowski | [ 28 ] |
| 2017 | Eidos | Anna Kwiatkowska – skrzypce, Joanna Opalińska – fortepian | [ 28 ] |
| 2017 | Ignacy Jan Paderewski – Pieśni | Anna Radziejewska – mezzosopran, Karol Kozłowski – tenor, Agnieszka Hoszowska-Jabłońska – fortepian | [ 28 ] |
| 2017 | Krzysztof Meyer – Trio i Quintet | Eduard Brunner, Iwan Monighetti, Pawieł Giliłow, Kwartet Wilanów (Tadeusz Gadzina, Paweł Łosakiewicz, Ryszard Duź, Marian Wasiółka) | [ 28 ] |
| 2017 | Miklos Rozsa, Zoltan Kodaly – Project Hungarica                                                                                     | Szymon Krzeszowiec, Bartłomiej Nizioł, Adam Krzeszowiec | [ 28 ] |
| 2017 | Quint(et)essence | Krakowski Kwintet Dęty i Beata Bilińska | [ 28 ] |
| 2018 | Mieczysław Wajnberg: String Quartet no. 7 + Piano Quintet                                                                           | Kwartet Śląski, Piotr Sałajczyk | [ 29 ] |
| 2018 | A Polish Kaleidoscope 2 | Ravel Piano Duo | [ 29 ] |
| 2018 | Bach Stories | Aleksander Dębicz i Marcin Zdunik | [ 29 ] |
| 2018 | Franz Schubert | Jakub Jakowicz, Bartosz Bednarczyk | [ 29 ] |
| 2018 | Fryderyk Chopin: Transcriptions for Cello & Piano                                                                                   | Janusz Olejniczak – fortepian, Tomasz Strahl – wiolonczela | [ 29 ] |
| 2019 | Giovanni Battista Pergolesi – Stabat Mater, Paweł Łukaszewski – Luctus Mariae                                                       | Anna Mikołajczyk-Niewiedział, Wanda Franek, Zbigniew Pilch, Radosław Kamieniarz, Piotr Chrupek, Jarosław Thiel, Janusz Musiał, Marta Niedźwiecka | [ 30 ] |
| 2019 | Palester & Szymanowski: Kwartety smyczkowe                                                                                          | Apollon Musagète Quartett | [ 30 ] |
| 2019 | Dariusz Przybylski. Percussion Works                                                                                                | Leszek Lorent, Krzysztof Niezgoda, Szymon Linette, Michał Niedziałek, Aleksander Dębicz, Andrzej Karałow, Lubomir Jarosz, Henryk Kowalewicz, Zoltán Kiss, Jakub Mastalerz | [ 30 ] |
| 2019 | Górecki – III Kwartet Smyczkowy | Kwartet Dafô | [ 30 ] |
| 2019 | Mieczysław Wajnberg vol. 2: Kwartety smyczkowe nr 8, 9, 10                                                                          | Kwartet Śląski | [ 30 ] |
| 2020 | Stojowski, Różycki: Sonaty | Tomasz Strahl (wiolonczela), Agnieszka Przemyk-Bryła (fortepian) | [ 31 ] |
| 2020 | Górecki, Łukaszewski: Krakowski Kwintet Dęty i goście                                                                               | Paweł Gusnar (saksofon), Beata Bilińska (fortepian), Krakowski Kwintet Dęty | [ 31 ] |
| 2020 | Mieczysław Wajnberg: Sonatas for Cello and Piano                                                                                    | Wojciech Fudala (wiolonczela), Michał Rot (fortepian) | [ 31 ] |
| 2020 | Mieczysław Wajnberg: String Quartets nos. 11, 12 & 13                                                                               | Kwartet Śląski: Szymon Krzeszowiec (I skrzypce), Arkadiusz Kubica (II skrzypce), Łukasz Syrnicki (altówka), Piotr Janosik (wiolonczela) | [ 31 ] |
| 2020 | Stanisław Moniuszko – E-śpiewnik | Agata Zubel (głos), Andrzej Bauer (wiolonczela), Cezary Duchnowski (opracowanie muzyczne, elektronika) | [ 31 ] |
| 2021 | Henryk Mikołaj Górecki: Songs | Urszula Kryger (mezzosopran), Jadwiga Rappé (alt), Robert Gierlach (baryton), Ewa Guz-Seroka (fortepian) | [ 32 ] |
| 2021 | Paderewski, Koczalski, Szymanowski: Songs                                                                                           | Stanisław Kierner (bas-baryton) i Michał Rot (fortepian) | [ 32 ] |
| 2021 | Sonaty na skrzypce i fortepian | Jakub Jakowicz (skrzypce) i Bartosz Bednarczyk (fortepian) | [ 32 ] |
| 2021 | String Quartets Nos. 14 & 15 + Three Palms                                                                                          | Kwartet Śląski i Joanna Freszel (sopran) | [ 32 ] |
| 2021 | Polish Wind Quintets | Cracow Golden Quintet: Natalia Jarząbek (flet), Damian Świst (obój), Tomasz Sowa (klarnet), Małgorzata Wygoda (fagot), Konrad Gołda (waltornia) | [ 32 ] |

## Statystyki
| Liczba | Osoba/zespół                 | Lata             |
| ------ | ---------------------------- | ---------------- |
| 3      | Kwartet Śląski               | 1997, 2004, 2018 |
| 3      | Waldemar Malicki             | 1996, 2000, 2002 |
| 2      | Anna Mikołajczyk-Niewiedział | 2017, 2019       |
| 2      | Bartłomiej Nizioł            | 1996, 2005       |
| 2      | Ewa Guz-Seroka               | 2017, 2021       |
| 2      | Kwartet Prima Vista          | 1999, 2000       |
| 2      | Piotr Pławner                | 2004, 2009       |
| 2      | Robert Gierlach              | 2017, 2021       |
| 2      | Royal String Quartet         | 2003, 2010       |
| 2      | Tomasz Strahl                | 2003, 2020       |
| 2      | Urszula Kryger               | 2012, 2021       |

| Liczba | Osoba/zespół            | Lata                                                                         |
| ------ | ----------------------- | ---------------------------------------------------------------------------- |
| 13     | Kwartet Śląski          | 1997, 1999, 2000, 2001, 2003, 2004, 2005, 2010, 2012, 2018, 2019, 2020, 2021 |
| 13     | Szymon Krzeszowiec      | 2000, 2001, 2002, 2003, 2004, 2005, 2010, 2012, 2017, 2018, 2019, 2020, 2021 |
| 8      | Konstanty Andrzej Kulka | 1996, 1999, 2001, 2002, 2006, 2009 (×2), 2016                                |
| 6      | Bartłomiej Nizioł       | 1996, 2005, 2011 (×2), 2013, 2017                                            |
| 6      | Kwartet Prima Vista     | 1999 (×2), 2000 (×2), 2003, 2005                                             |
| 6      | Tomasz Strahl           | 2001, 2003, 2009, 2016, 2018, 2020                                           |
| 6      | Waldemar Malicki        | 1996 (×2), 1997, 2000, 2002, 2013                                            |
| 5      | Royal String Quartet    | 2002, 2003, 2006 (×2), 2010                                                  |
| 5      | Włodzimierz Promiński   | 1995, 2002, 2003, 2010, 2012                                                 |
| 4      | Agata Zubel             | 2010, 2014, 2016, 2020                                                       |
| 4      | Andrzej Bauer           | 2001, 2009, 2014, 2020                                                       |
| 4      | Jakub Jakowicz          | 2009, 2015, 2018, 2021                                                       |
| 4      | Kwartet Camerata        | 1995, 2002, 2003, 2010                                                       |
| 4      | Tadeusz Tomaszewski     | 2012, 2015, 2017, 2020                                                       |